# Miquel Batllori
Miquel Batllori  (* 1. Oktober 1909 in Barcelona; † 9. Februar 2003 in Sant Cugat del Vallès) war ein spanischer Jesuit, Historiker, Romanist und Katalanist.

## Leben und Werk
Batllori, dessen Mutter Kubanerin war, studierte von 1925 bis 1928 Geschichte und Rechtswissenschaft an der Universität Barcelona und trat 1929 in den Jesuitenorden ein. Nach weiteren Studien der Philosophie und Theologie (teilweise in Avigliano und Sanremo) wurde er 1940 zum Priester geweiht und 1941 an der Universität Madrid promoviert mit der Arbeit Francisco Gustá, apologista y crítico (1744–1816). Von 1941 bis 1947 unterrichtete er am Jesuitenkolleg in Palma und beschäftigte sich mit Ramon Llull. Von 1947 bis 1981 lebte er forschend in Rom, ab 1952 als Professor für Kirchengeschichte an der Päpstlichen Universität Gregoriana, von 1954 bis 1958 als Leiter des Historischen Instituts der Gesellschaft Jesu und von 1951 bis 1981 als Herausgeber der Zeitschrift Archivum Historicum Societatis Iesu. Er war Mitglied der Real Academia de la Historia (1958), des Institut d’Estudis Catalans und der Acadèmia de Bones Lletres de Barcelona. Er erhielt zahlreiche Preise und Ehrungen und war vielfacher Ehrendoktor.

## Werke
- Obres completes, 20 Bde., Valencia, Tres i Quatre, 1993–2004.
  - 1. L'edat Mitjana, 1993 (Das Mittelalter)
  - 2. Ramon Llull i el lul•lisme, 1993
  - 3. Arnau de Vilanova i l'arnaldisme, 1994 (Arnaldus de Villanova)
  - 4. La família Borja, 1994 (Borgia)
  - 5. De l'Humanisme i del Renaixement, 1995
  - 6. Les reformes religioses al segle XVI, 1996
  - 7. Baltasar Gracián i el Barroc, 1996
  - 8. Cultura i finances a l'edat moderna, 1997
  - 9. La Il•lustració, 1997
  - 10. Els catalans en la cultura hispanoitaliana, 1998
  - 11. Història, classicisme i filosofia al segle XVIII, 1998
  - 12. Estètica i musicologia neoclàssiques: Esteban de Arteaga, 1999
  - 13. Lingüística i etnologia al segle XVIII: Lorenzo Hervás, 1999
  - 14. Iberoamèrica: del descobriment a la independència, 2000
  - 15. Història i mite de la intervenció dels Jesuïtes en la independència d'Hispanoamèrica, 2001
  - 16. Del vuit-cents al nou-cents: Jaume Balmes, Franziskus Ehrle, Miquel Costa i Llobera, Ignasi Casanovas, 2002
  - 17. Galeria de personatges, 2001
  - 18. L'Esglèsia i la II República Espanyola: el cardenal Francisco de Asís Vidal y Barraquer, 2004
  - 19. Records personals i últims escrits, 2003
  - 20. Bibliografia de Miquel Batllori, hrsg. von Josep Solervicens, 2004.